# Ayumi Oya
Ayumi Oya (大矢 歩, Ōya Ayumi, Midori, 8 november 1994) is een Japans voetbalster die als aanvaller en verdediger speelt bij Ehime FC.

## Carrière

### Clubcarrière
Oya begon haar carrière in 2011 bij Ehime FC.

### Interlandcarrière
Oya maakte op 9 april 2017 haar debuut in het Japans vrouwenvoetbalelftal tijdens een wedstrijd tegen Costa Rica. Ze heeft negen interlands voor het Japanse elftal gespeeld.

## Statistieken
| Japans vrouwenvoetbalelftal | Japans vrouwenvoetbalelftal | Japans vrouwenvoetbalelftal |
| Jaar                        | Wed.                        | Dlp.                        |
| --------------------------- | --------------------------- | --------------------------- |
| 2017                        | 8                           | 0                           |
| 2018                        | 1                           | 0                           |
| Totaal                      | 9                           | 0                           |